# Hubert Birkenmeier
Hubert Birkenmeier (* 24. Mai 1949) ist ein ehemaliger deutscher Fußballtorhüter, der für Tennis Borussia Berlin von 1974 bis 1977 in der Fußball-Bundesliga 50 Spiele absolviert und mit Cosmos New York in den Jahren 1980 und 1982 zweimal die US-Meisterschaft der North American Soccer League (NASL) gewonnen hat. Für die deutsche Amateurnationalmannschaft stand er 1971 ein Mal im Tor.

## Laufbahn

### Deutschland, bis 1979
Der 21-jährige Amateurtorhüter Hubert Birkenmeier kam 1970 aus dem knapp 20 km südwestlich von Freiburg gelegenen Hartheim als Neuzugang zum Freiburger FC in die Regionalliga Süd. Unter Trainer Hans Pilz debütierte er am 15. August 1970 bei der 1:2-Niederlage bei 1860 München hinter der Abwehr mit Bernd Schneider, Günter Streich, Werner Anzill und Hubert Windsperger in der Regionalliga. Der FFC belegte den neunten Rang und Birkenmeier stand in 22 Spielen im Tor des FFC. Durch seine Leistungen hatte er auch überregional auf sich aufmerksam gemacht und der zuständige DFB-Trainer Jupp Derwall berief ihn im April 1971 in den Kader der Fußballnationalmannschaft der Amateure. Derwall bereitete seine Nationalmannschaftskandidaten am 21., 25. und 28. April 1971 auf den Rhythmus des olympischen Fußballturniers durch drei Länderspiele gegen Frankreich, Tunesien und Spanien vor. Im zweiten Länderspiel, am 25. April in Tunis, wurde der Freiburger für Hans-Peter Schauber im Tor eingewechselt. Als im zweiten Freiburger Jahr, 1971/72, mit Trainer Hans Wendlandt und Stopper Blagomir Krivokuća neue Leute kamen, verbesserten sich die Breisgauer auf den sechsten Rang. Birkenmeier bestritt 35 von 36 Ligaspielen in dieser Runde, herausragend waren dabei die zwei Erfolge gegen den 1. FC Nürnberg. In der Vorrunde konnte Birkenmeier am 15. September 1971 beim 2:0-Auswärtserfolg gegen die „Club“-Angreifer Karl-Heinz Mrosko, August Starek, Manfred Drexler und Franz Brungs sein Gehäuse sauber halten und in der Rückrunde war er auch Garant des 3:1-Heimerfolges am 27. Februar 1972. Aus finanziellen Gründen nahm Birkenmeier nach 57 Regionalligaeinsätzen für den Freiburger FC zur Runde 1972/73 das Angebot des Präsidenten von Tennis Borussia Berlin, Hans Rosenthal, an und wechselte vom Schwarzwald an die Spree.
In der ersten Saison, 1972/73, landete er mit den „Veilchen“ in der Berliner Meisterrunde hinter Blau-Weiß 90 Berlin und Wacker 04 Berlin auf dem dritten Rang. In 31 von 32 Rundenspielen hatte er das Borussia-Gehäuse gehütet. Mit Trainer Georg Gawliczek wurde 1974 souverän mit 63:3 Punkten und 103:19 Toren vor Wacker 04 und dem Titelverteidiger Blau-Weiß 90 die Meisterschaft errungen und Einzug in die Bundesligaaufstiegsrunde gehalten. Birkenmeier hatte in der Liga 26 Spiele absolviert. In der Aufstiegsrunde setzte sich Tennis Borussia gegen den FC Augsburg (mit Helmut Haller, Herbert Höbusch), Rot-Weiß Oberhausen (Lothar Kobluhn, Ditmar Jakobs), Borussia Neunkirchen (Willi Ertz, Horst Schauß) und FC St. Pauli (Franz Gerber, Horst Wohlers) durch und stieg in die Fußball-Bundesliga auf. In allen acht Spielen hatte Birkenmeier mit seiner Torhüterleistung wesentlichen Anteil daran. Im Feld zählten Reinhard Adler, Peter Eggert, Gino Ferrin, Jürgen Rumor, Norbert Siegmann, Hans Sprenger, Jürgen Schulz und Norbert Stolzenburg zu den Aktiven des Aufstiegs.
Für den Klassenerhalt in der Bundesligarunde 1974/75 wurde zwar der Ex-Nationalspieler Karl-Heinz Schnellinger verpflichtet, aber als 17. stieg Tennis Borussia umgehend wieder in die 2. Liga ab. Birkenmeier wurde von Trainer Gawliczek in 33 Spielen eingesetzt. Mit dem neuen Trainer Helmuth Johannsen glückte 1975/76 als Zweitligameister die sofortige Rückkehr in die Bundesliga. Der Mann aus Freiburg bestritt 35 von 38 Ligaspielen und gehörte zusammen mit Ditmar Jakobs, Norbert Siegmann und Norbert Stolzenburg (27 Tore) zu den Leistungsträgern der Johannsen-Mannschaft. Der anerkannte Fußball-Fachmann und Experte für ausgewogene Mannschaftsführung – Birkenmeier bezeichnet ihn als „Super-Coach“ – wechselte aber nach dem Aufstieg in die Schweiz und deshalb durfte sich in der Bundesliga Rudi Gutendorf als Nachfolger von Johannsen versuchen. In der Vorrunde war Birkenmeier unumstrittene Nummer eins bei Tennis Borussia und stand in allen 17 Spielen im Tor. Darunter waren am fünften Spieltag die 0:9-Schlappe bei Bayern München mit fünf Toren von Gerd Müller und der acht Tage darauf folgende 3:1-Heimerfolg gegen den mit 10:0 Punkten anreisenden Tabellenführer 1. FC Köln. Die Vorrunde beschloss Tennis Borussia mit einer 1:3-Niederlage beim 1. FC Kaiserslautern und stand mit 10:24 Punkten auf dem 17. Tabellenplatz. Vier Tage später – Mittwoch, den 15. Dezember 1976 – fand die 3. Hauptrunde im DFB-Pokal statt. TeBe trat beim 1. FC Köln an und Horst Nußbaum bekleidete die Liberorolle. Das Spiel ging mit 1:5 Toren für Berlin verloren und Birkenmeier wurde zur Rückrunde der von Twente Enschede geholte Volkmar Groß vorgezogen, was aber am Abstieg mit 22:46 Punkten – sieben Zähler fehlten auf den rettenden 15. Platz – nichts änderte. Der Auftritt von Horst Nußbaum im DFB-Pokal beim 1. FC Köln trug nicht dazu bei, das fragile Vertrauensverhältnis zwischen Torhüter Birkenmeier und Trainer Gutendorf zu festigen. Der durch die Zurückstufung enttäuschte Birkenmeier unterschrieb zur Runde 1977/78 bei seinem alten Verein Freiburger FC für die 2. Bundesliga einen neuen Vertrag und kehrte damit wieder in das Möslestadion zurück.
Beim Aufsteiger begegnete er wieder Trainer Georg Gawliczek und belegte mit seinen Mannschaftskameraden Karl-Heinz Bente, Karl-Heinz Bührer, Karl-Heinz Mießmer und Karl-Heinz Schulz in den Jahren 1978 und 1979 jeweils den 13. Tabellenplatz. In allen 76 Zweitligaspielen hütete der sachlich-zuverlässig agierende Torwart das Gehäuse des FFC-Teams. Der damalige Freiburger-Präsident Rolf Jankovsky – er hatte Kontakte zu Franz Beckenbauer und Robert Schwan – transferierte Hubert Birkenmeier im Sommer 1979 nach einer Europatournee der Beckenbauer-Elf in einer Blitzaktion aus finanziellen Gründen zu Cosmos New York.

### USA, 1979 bis 1984
Birkenmeier hütete als Nachfolger von Shep Messing von 1979 bis 1984 in 145 Ligaspielen und weiteren 32 in den Endrunden das Tor von Cosmos New York. Er feierte 1980 unter Trainer Hennes Weisweiler und 1982 unter Julio Mazzei die Meisterschaft der North American Soccer League. 1982 und 1984 stand er im NASL All-Star Team. Herausragende Mitspieler waren neben Franz Beckenbauer der brasilianische Weltmeisterschafts-Kapitän von 1970 Carlos Alberto Torres, die niederländischen Vizeweltmeister von 1974 und 1978 Johan Neeskens und Wim Rijsbergen, der jugoslawische Nationalspieler Vladislav Bogićević und der italienische Stürmerstar Giorgio Chinaglia.
Im Jahre 1982 eröffnete Birkenmeier ein Sportgeschäft in Hackensack/New Jersey, welches er 1985 an seinen iranischen Ex-Cosmos-Mannschaftskollegen Andranik Eskandarian verkaufte. Dort arbeitete er aber auch danach weiter.